# Пан-Европа
...Бриан в раздумии глубоком

О «Пан-Европе». План высок:

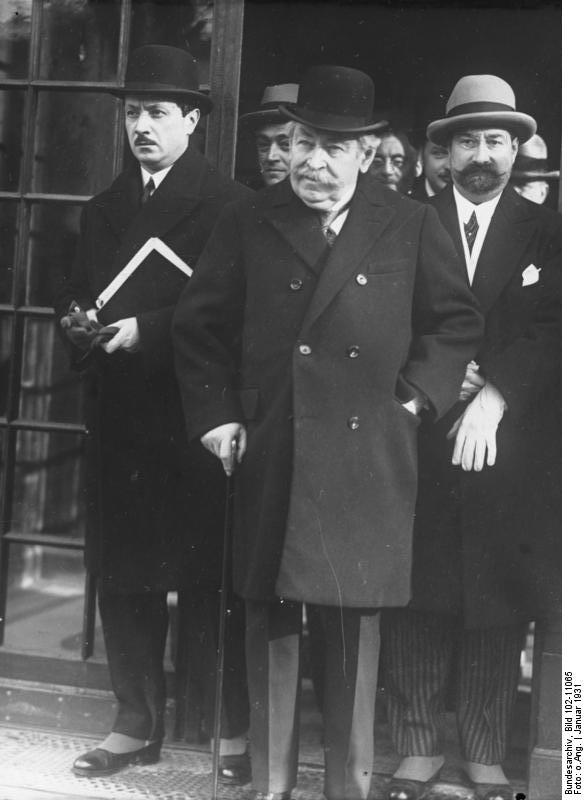
Аристид Бриан в центре на съезде Лиги Наций в Женеве, 1931 год

Набаловавшися теперь германским соком,

Потом сосать «пан-европейский» сок!

А как очнется он да кинет трезвым оком,

У Франции, взамен Германии, под боком,

Глядь, «Пан-Америки» кусок!
18 сентября 1929, Демьян Бедный
«Пан-Европа» (план Бриана) — это политико-экономический проект 1929—1931 годов по созданию «Федерации европейских народов» («Сообщества европейских народов», в количестве 27 стран Европы) с целью укрепления (восстановления) сильных международных позиций Франции в Европе, которые возникли как статус-кво после Первой мировой войны и через десятилетие стали ослабевать, что могло привести к новой Мировой войне, по мнению авторов проекта.
Проект «Пан-Европа» был направлен против
- повторной милитаризации Германии
- развития Мирового экономического кризиса
- преобладающего влияния Англии в Лиге Наций
- усиления международной роли Соединённых Штатов Америки
- мировой революции Советского Союза

По проекту предполагалось создание между народами Европы объединения, связанного политическим, экономическим и военным сотрудничеством для безопасности перед новой Мировой войной. Также план предусматривал поддержание мира, взаимовыгодное сотрудничество между Францией и Германией, создание «режима постоянной солидарности», уничтожение таможенных барьеров (создание «Общего рынка») и т. п. Проект «Пан-Европа» одновременно входил в рамки Лиги Наций и противопоставлялся ей. Автором проекта был французский министр иностранных дел, лауреат Нобелевской премии мира (1926) Аристид Бриан.

## Предпосылки проекта
1. О создании федеративной системы в Европе писал Наполеон I:
Наша цель — создать в Европе обширную федеративную систему, соответствующую духу столетия и благоприятствующую прогрессу цивилизации.
2. Немецкие мыслители высказывались о возможном существовании большого экономического пространства в Европе (называя его нем. Grossraumwirtschaft) с начала XIX века: экономист Ф. Лист, правовед К. Небениус, философ Й. Фихте, А. Шефле, Л. Брентано, К. Реннер, Ф. Науман, В. Гроткопп, Л. Зоммер, Э. Хантос и др.
3. После Первой мировой войны Франция была одним из главных авторов Версальского договора (1919) и стала лидирующим государством в Европе. Но через десятилетие, прошедшее после окончания войны, Франция утратила своё первенство, а Германия и Великобритания стали не только возвышаться, но и внедряться вместе с Италией в её пространство, что и вызвало у Франции страх за своё будущее и соответственно будущее Европы. Франция пыталась укрепить англо-французский альянс и решить проблему Германии при помощи Локарнских договоров, за которые Бриан получил Нобелевскую премию вместе с германским министром иностранных дел Густавом Штреземаном. Бриан считал, что Локарнские договоры должны породить «Новую Европу», которая возникнет на развалинах старой. Франция хотела создать новую коалицию, чтобы не допустить повторного германского вторжения в Европу и гарантировать безопасность своих восточных границ. Коалицию она предполагала осуществить со своими традиционными союзниками в Восточной, Центральной и Юго-Восточной Европе. При этом Франция постоянно урегулировала отношения с Германией.
4. В середине 20-х годов XX века возник Панъевропейский союз, основанный австрийским философом Рихардом Куденхове-Калерги в Вене, задача которого, состояла в европейской интеграции перед: новой Мировой войной, экономической гегемонией США и экспансией Советского Союза. Союз с 1924 года выпускал регулярный журнал «Пан-Европа», где шла популяризация европейской интеграции. В мае 1927 года Бриан стал почетным президентом Панъевропейского союза и таможенного союза. В 1926 году состоялся Первый его конгресс, на котором прошло примирение Франции и Германии. В 1929 году на заседании Лиги Наций, была затронута тема: о создании «Федерации европейских народов».

## Основные события проекта
Первоначально проект Бриана был озвучен на неофициальной беседе с германским министром Г. Штреземаном, который поддерживал идеи «Grossraumwirtschaft», ставил в пример экономику США с её единой денежной системой и считал, что объединение Европы: «должно являться своеобразным способом ликвидации последствий войны». Однако проект Бриана предполагал не изменять положения территорий по Версальскому договору, а Г. Штреземан хотел наоборот прийти к довоенным соглашениям.
— Бриан! — говорили они с жаром. — Вот это голова! Он со своим проектом пан-Европы…

— Скажу вам откровенно, мосье Фунт, — шептал Валиадис, — все в порядке. Бенеш уже согласился на пан-Европу, но знаете, при каком условии?

Пикейные жилеты собрались поближе и вытянули куриные шеи.

— При условии, что Черноморск будет объявлен вольным городом. Бенеш — это голова. Ведь им же нужно сбывать кому-нибудь свои сельскохозяйственные орудия? Вот мы и будем покупать.
И. Ильф, Е. Петров. «Золотой телёнок», 1930
В сентябре 1929 года на 10 сессии ассамблеи Лиги Наций, Бриан выступил по своему проекту с речью, в которой говорилось об объединении европейских народов в ассоциацию федерального союза:
Я думаю, что между народами, которые географически могут называться народами Европы, должны существовать некие федеральные связи. Эти народы должны иметь возможность в любой момент войти в контакт друг с другом, обсуждать свои интересы, принимать общие решения, установить между собой духовную солидарность, которая помогла бы им в сложных ситуациях. Очевидно, ассоциация должна преобладать в сфере экономической. Но я уверен, что и с точки зрения политической и социальной федеральный союз, не посягая на суверенитет отдельных наций, может быть весьма полезным.
Ассоциация в проекте Бриана предполагала объединить не только восточно-европейских союзников, но и нейтральные страны: Испанию, Швецию, Норвегию, Данию и балканские государства, находившиеся вне сферы французского влияния. Бриан рассчитывал воспрепятствовать экономическому проникновению американского капитала в Европу и помешать сближению Англии и США. Всё это должно прекратить разрушающее воздействие Мирового экономического кризисана Европу.
1 мая 1930 года проект «пан-Европа» был развит в меморандуме: «Об организации системы Европейского Федерального союза» (автор Алексис Леже, генеральный секретарь МИД Франции) к правительствам европейских государств от французского правительства. В меморандуме говорилось о создании «европейского Федерального союза», которое будет способствовать развитию правительства Франции и, тем самым, сдерживать бывшего врага Франции, Германию. Это позволит сохранить требования Версальского урегулирования и обеспечит европейскую безопасность перед новой мировой войной. Меморандум был пацифически настроен и в нём говорилось, что раздробленность Европы есть главная причина в её несостоятельности по обеспечению своей безопасности. Текст меморандума был разослан европейским странам членам Лиги Наций, в том числе и СССР. Куденхове-Калерги был разочарован содержанием меморандума и высказался:
Это было написано очень небрежно, расплывчато и туманно. Все базировалось на принципе нерушимости суверенитета всех союзных государств, подчинении Европы Лиге Наций и на приоритете политики над экономикой.
Основные положения меморандума:
1. приоритет военной безопасности и политического союза по отношению к союзу экономическому;
2. принцип гибкой федерации, которая гарантировала бы независимость и национальный суверенитет каждого государства-участника и одновременно обеспечивала бы всем преимущества коллективной безопасности;
3. создание общего рынка, рациональная организация производства и обращения в Европе, прогрессивная либерализация движения товаров, капиталов и людей[2].

В мае 1930 года Лига Наций начала работу в «Европейской комиссии» для изучения проекта «пан-Европа», при этом СССР не был приглашён, так как СССР, в представлениях Бриана, не был европейской державой. По этой работе Молотов высказался:
Крупнейшую роль в создании антисоветского фронта играет так называемый „европейский комитет“, возникший по инициативе французского министра иностранных дел Бриана для создания блока европейских государств против Советского Союза. Упорное сопротивление Бриана и представителей, зависимых от Франции государств, для приглашения СССР на майскую конференцию по так называемому „изучению мирового кризиса“ показало, что у руководителей „европейского комитета“ имеется определённое стремление превратить эту организацию в штаб подготовки антисоветского нападения.

Также в мае 1930 года Бриан обратился к 27 странам Европы с проектом «пан-Европа». В проекте предлагалось создание «общего рынка». Каждое из государств должно было прислать письменный ответ. По этому проекту французская газета «Temps» написала:
Эта идея является логическим продолжением политики Локарно, Лиги Наций и создания европейской Антанты. Она имеет целью обеспечить европейским странам наиболее благоприятные условия для их экономического развития путём упразднения таможенных перегородок, вследствие которых слишком часто европейские государства противопоставляются друг другу враждебным образом.
В сентябре 1930 года решением Политбюро СССР было закреплено положение «абсолютно отрицательного отношения» Москвы к плану Бриана и о неучастии СССР в работе «Европейской комиссии».
В начале 1931 года Народный комиссар по иностранных делам СССР М. Литвинов (прим. сменивший на посту Г. Чичерина) в Москве дал своё согласие о совместной работе в «Европейской комиссии». В письме Сталину он написал, что необходимо:
иметь в стане врага по крайней мере своего наблюдателя.
6 февраля 1931 года нарком СССР высказался с нотой недоумения по проекту в ущемлении значимости географической территории СССР в Европе:
Швейцария, занимающая территорию 0,4 % всей Европы, или даже Норвегия, занимающая в Европе территорию, составляющую около 3,1 %, являются противниками допущения такого государства, как СССР, занимающего в одной Европе территорию, составляющую около 45 % всей Европы и превышающую в два раза территории Франции, Бельгии, Румынии, Югославии, Швейцарии, Испании, Голландии, Швеции, Дании, Норвегии, вместе взятых.
18 мая 1931 года по приглашению государств, которые отрицательно относились к проекту «пан-Европа», выступил СССР на «Европейской комиссии». Советская делегация разоблачила проект «пан-Европа» в антисоветской направленности и предложила свой проект экономических связей. По этому проекту уже не важна была зависимость всех государств от их социально-экономических систем.

## Структура «Федерации европейских народов» по проекту
В проекте рассматривалось, что «Федерация европейских народов» будет иметь специальный представительный орган «Европейская конференция» и исполнительный комитет «Европейский комитет» (с секретариатом). «Европейская конференция» должна быть высшей инстанцией Федерации и включать представителей всех европейских членов Лиги Наций и правительств участвующих стран. «Европейский комитет» должен служить французскому империализму, его целям и его политике для предотвращения развития новой Мировой войны и Мирового экономического кризиса в Европе. Общеевропейские органы предполагалось строить по образцу Лиги Наций, взяв за основу её структуру и методы деятельности.

## Голосование по проекту

### За
1. Проект нашёл поддержку среди стран, связанных союзными договорами с Францией: Польшей и Чехословакией. По проекту Болгария и Югославия выразили своё согласие без поправок к проекту, а Норвегия, Греция и Чехословакия с небольшими оговорками.
2. Проект поддержали в Англии У. Черчилль и Л. Эмери.

### Против
1. Проект не поддержал его первоначальный главный сторонник, министр иностранных дел Германии Г. Штреземан. Он считал, что проект фальшив, утопичен и в нём больше политической составляющей, а не экономической.
2. Великобритания, Германия, Италия, США, Нидерланды, скандинавские страны и СССР.
3. Отсутствие широкой поддержки среди простого населения[6].

## Итоги проекта
В основе проекта лежало экономическое сотрудничество, но его фундаментальное значение было политическим и направлено на предотвращение новой Мировой войны в Европе за счёт объединения Европы с центральной органом управления, исходящем из правительства Франции.
Положительные
1. Проект заложил основы экономического развития, которые после Второй мировой войны перенял Европейский союз, Европейское экономическое сообщество и др.
2. Проект повлёк за собой экономическое сотрудничество великих промышленных районов Европы.
3. В проекте предлагались меры по предотвращению развития Мирового экономического кризиса в Европе.
4. Проект предоставил политическую безопасность в Восточной Европе против советских угроз.
5. Проект «пан-Европа» ознаменовал собой первый триумф Панъевропейского союза[5].

Отрицательные стороны и его ошибки
1. Проект не был доработан, а именно: в нём не показаны цели и функции европейских организаций.
2. В проекте правильно говорить не о федерации народов Европы, а о конфедерации, так как по проекту суверенитет и независимость участников не затрагивались в Европе в целом[2].

## Причины провала проекта
Борьба государств противников против проекта «пан-Европа» привела к тому, что его не реализовали. Выделяют следующие основные причины.
1. Экономический кризис в Европе помешал созданию «Федерации европейских народов».
2. Английская дипломатия не хотела усиления Франции в Европе, которое предполагалось по проекту.
3. Итальянская дипломатия опасалась, что по проекту к Франции присоединятся военно-политические союзы дунайских и балканских стран, которые рассматривала как часть своих собственных экономических и политических интересов[3].
4. Официальная ответная нота со стороны Великобритании, Германии, Италии, США, Нидерландов и скандинавских стран не дали проекту возможности реализоваться, так как по проекту предполагалось отдать руководство в европейской Федерации Франции, что многим не нравилось.
5. СССР раскритиковал проект в «Европейской комиссии» Лиги Наций из-за организации антисоветских блоков, предлагавшихся по проекту[6]. Исключение из союза СССР по проекту вызвало возмущение у многих стран; кроме того считали необходимым подключить к проекту Турцию: об этом высказались Эстония, Литва, Германия, Болгария и ряд других стран[2].
6. Смерть автора проекта в 1932 году, а также смерть Г. Штреземана в 1929 году не позволила проекту совершенствоваться.
7. Проект не встретил широкой поддержки среди простого населения и мало соответствовал ситуации на континенте, поэтому Бриан его пытался реализовать только на межгосударственном уровне[6].
8. Германская дипломатия видела в проекте попытку укрепления версальской системы. Председатель НСДАП А. Гитлер видел в проекте возможность возвышения евреев:Панъевропейское движение ошибочно по своей сути, поскольку пытается качества человека заменить количеством. В результате это может привести к расовому хаосу и беспорядку, к вырождению культурного человечества и в конце концов такому падению его расовых характеристик, что извлекающий из этого выгоду еврей постепенно поднялся бы до положения властелина мира[2].